# Coenonycha
Coenonycha är ett släkte av skalbaggar. Coenonycha ingår i familjen Melolonthidae.

## Dottertaxa tillCoenonycha, i alfabetisk ordning[1]
- Coenonycha acuta
- Coenonycha ampla
- Coenonycha barri
- Coenonycha bowlesi
- Coenonycha clementina
- Coenonycha clypeata
- Coenonycha crispata
- Coenonycha dimorpha
- Coenonycha fuga
- Coenonycha fulva
- Coenonycha fusca
- Coenonycha globosa
- Coenonycha hageni
- Coenonycha lurida
- Coenonycha mediata
- Coenonycha ochreata
- Coenonycha ovatis
- Coenonycha ovipennis
- Coenonycha pallida
- Coenonycha parvula
- Coenonycha pascuensis
- Coenonycha purshiae
- Coenonycha pygmaea
- Coenonycha rotundata
- Coenonycha rubida
- Coenonycha santacruzae
- Coenonycha saylori
- Coenonycha scotti
- Coenonycha sleeperi
- Coenonycha socialis
- Coenonycha stohleri
- Coenonycha testacea
- Coenonycha tingi
- Coenonycha utahensis